# Milsons Point, New South Wales

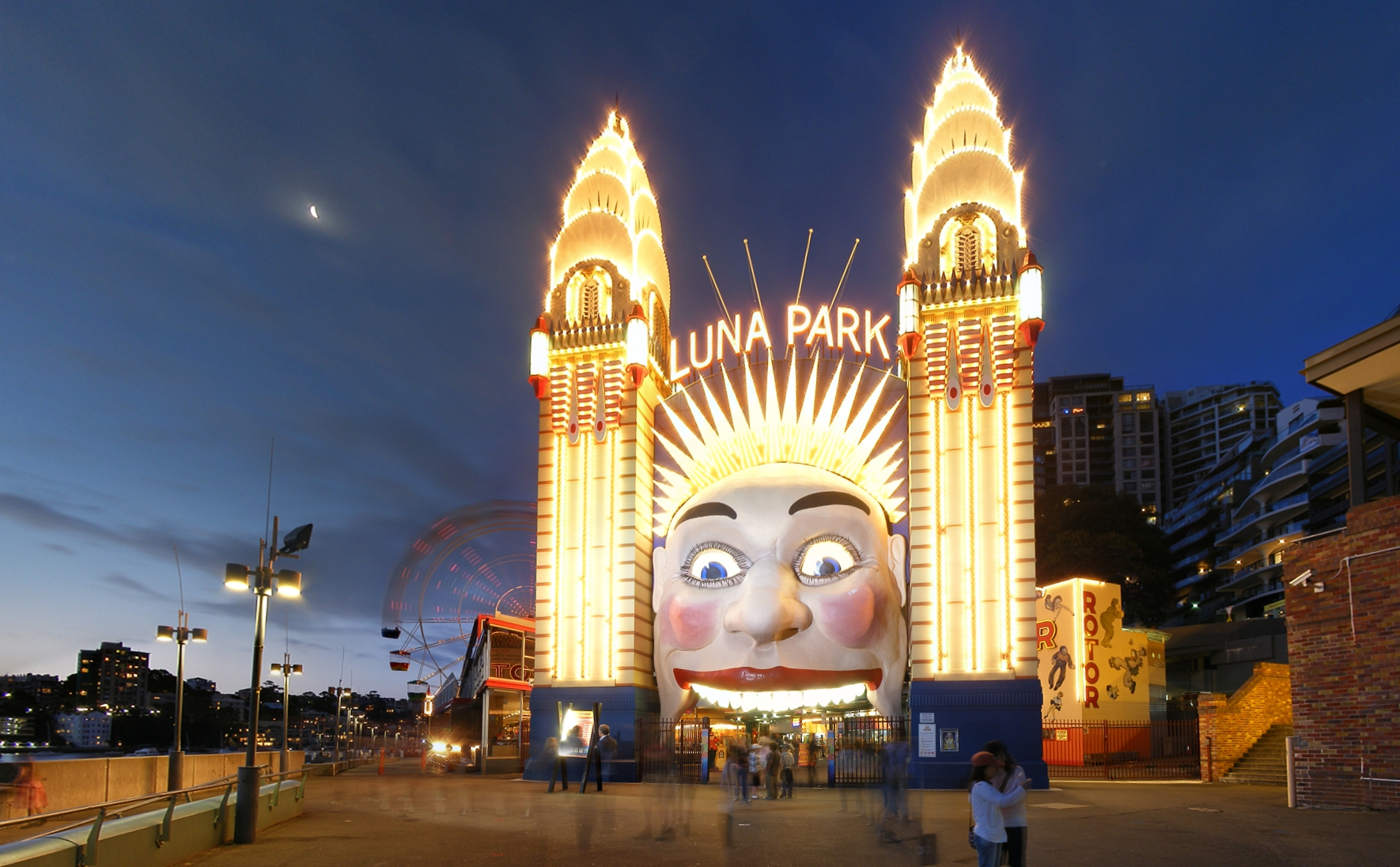
Luna Park, Sydney

Milsons Point este o suburbie în Sydney, Australia.